# Riu Cruesa
La Cruesa (en francès Creuse) és un riu francès del Massís Central que al seu torn és afluent a la riba esquerra del riu Viena. Dona el nom al departament de la Cruesa, que el travessa.

## Geografia
Té la font a 816 m d'altitud, a l'Altiplà de Millevaches, al departament que dona nom. La font es troba al costat de la D8, en el lloc anomenat Chirat Aquest lloc està situat al municipi de Le Mas-d'Artige.
Desemboca al riu Viena, afluent de la riba esquerra del riu Loira, al lloc anomenat Bec-des-Deux-Eaux en els municipis de Port-de-Piles (Viena), Ports i Nouâtre (Indre i Loira).

## Història

### Etimologia
El nom llatí era igual que l'actual en occità i català Cruesa.

### Històric
L'Escola de Crozant, una escola pictòrica, es va situar al costat de lres ribes de les dues Crueses, al costat dels municipis de Crozant i Fresselines, al departament de Cruesa. Es tracta d'una escola sense mestre i que també és una denominació posterior per tal de designar els pintors que van trobar la inspiració a les ribes de la Cruesa. Claude Monet el 1889 va fer 23 teles a la confluència de les dues Crueses quan es va estar a Fresselines.

## Hidrologia
El cabal de la Cruesa ha estat observat en un període de 45 anys (1964-2008) a Leugny, localitat del departament de la Viena, situat una mica més amunt de la casa de Descartes, una mica abans de la confluència amb el riu Viena. En aquest indret la conca del riu arriba a 8 020 km²,d'un total de 9 570, o sigui, el 84% de la totalitat. La part de la conca no coberta per les observacions és el territori de les conques de la Claise i l'Esves, dos afluents.
El curs mitjà interanual del riu a Leugny és de 76,7 m³ per segon. El cabal mitjà a la desembocadura és de 85 m³ per segon.
La Cruesa presenta fluctuacions estacionals del cabal, amb aigües altes a l'hivern i la primavera, amb un nivell mitjà de 105 a 150 m³ per segon, de desembre a abril, ambdós inclosos, amb un màxim al febrer. Les aigües baixes són a l'estiu, de juliol a setembre, amb un cabal de 21,1 m³ al mes d'agost.
Cabal mitjà mensual (en m³/s) mesurat a Leugny - dades calculades en 45 anys

## Afluents

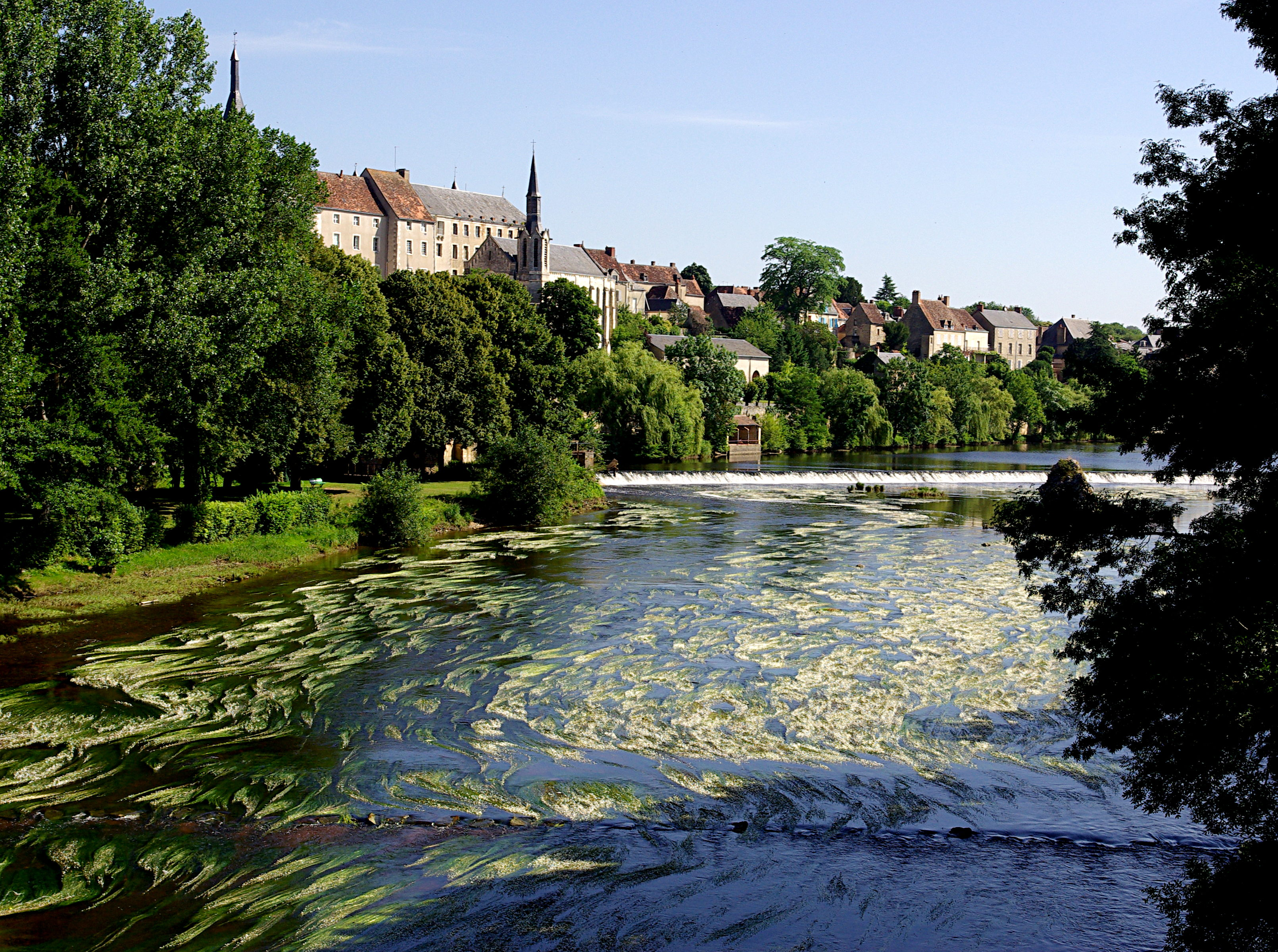
El riu Cruesa a Saint-Gaultier.

| Riba esquerra           | Riba dreta                                                            |
| ----------------------- | --------------------------------------------------------------------- |
| Beauze Sédelle Gartempe | Rozeille Petite Creuse Bouzanne Bouzanteuil Suin Claise Brignon Esves |

## Municipis de les ribes
| Departament   | Municipi |
| ------------- | --- |
| Cruesa        | ·Le Mas-d'Artige "Altiplà de Millevaches" (Font del riu) ·Croze ·Felletin ·Aubusson ·Alleyrat ·Saint-Martial-le-Mont ·Moutier-d'Ahun ·Glénic ·Anzême ·La Celle-Dunoise ·Fresselines ·Crozant                                   |
| Indre         | ·Lac de Chambon / Presa d'Éguzon (Éguzon-Chantôme) ·Gargilesse-Dampierre ·Le Menoux ·Argenton-sur-Creuse ·Thenay ·Saint-Gaultier ·Rivarennes ·Ciron ·Ruffec ·Le Blanc ·Saint-Aigny ·Fontgombault ·Lurais ·Tournon-Saint-Martin |
| Indre i Loira | ·Yzeures-sur-Creuse ·Barrou ·La Guerche ·Descartes ·Ports-sur-Vienne ·Nouâtre (Desembocadura de la Cruesa al riu Viena) |
| Viena         | ·La Roche-Posay ·Lésigny ·Mairé ·Leugny ·Saint-Rémy-sur-Creuse ·Buxeuil ·Port-de-Piles (Desembocadura de la Cruesa al riu Viena)                                                                                               |